# Mesua sukoeana
Mesua sukoeana är en tvåhjärtbladig växtart som först beskrevs av Norman Loftus Bor, och fick sitt nu gällande namn av André Joseph Guillaume Henri Kostermans. Mesua sukoeana ingår i släktet Mesua och familjen Calophyllaceae. Inga underarter finns listade i Catalogue of Life.